# Gustavo Pallicca
Gustavo Pallicca (Torino, 4 gennaio 1936 – Firenze, 20 luglio 2023) è stato un dirigente sportivo, scrittore e giornalista italiano. I suoi libri trattano soprattutto la storia dell'atletica leggera, ma anche quella di altri sport.

## Biografia
Iniziò la sua carriera nel mondo dello sport nel 1957 giocando a pallavolo in serie B per la Permaflex Pistoia, dove militerà solo fino al 1958.
Dal 1962 fino alla scomparsa fu giudice di gara per la FIDAL, specializzandosi successivamente come starter, raggiungendo la qualifica di starter nazionale nel 1971 e internazionale nel 1976.
Nel 1961 fu fra i fondatori della società Atletica Pistoia, mentre dal 1964 al 1970 fu presidente del comitato provinciale FIDAL di Pistoia.
Per il quotidiano La Nazione firmò numerosi articoli riguardanti, soprattutto, l'atletica leggera e la pallacanestro. Inoltre collaborò in qualità di fotografo con la rivista Atletica, il periodico a cura della FIDAL.
Fu segretario della Società Italiana di Storia dello Sport.

## Opere
- Gustavo Pallicca, Ai vostri posti, pronti, via, FIDAL, 1996.
- Gustavo Pallicca, Arturo Maffei: un salto... lungo una vita Capezzano Pianore, Grafics, 1999.
- (EN) Gustavo Pallicca, Roberto L. Quercetani, A world history of sprint racing: the stellar events: 100 m., 200 m. and 4x100 m. relay: men and women (1850-2005), Cassina de Pecchi, 2006, ISBN 978-88-87110-75-3.
- Gustavo Pallicca, Le origini: da Atene 1896 a Londra 1908, Simple, 2006, ISBN 88-89177-77-2.
- Gustavo Pallicca, L'affermazione : da Stoccolma 1912 a Los Angeles 1932, Edizioni Riva, 2006, ISBN 978-88-902988-2-0.
- Gustavo Pallicca, I figli del vento: la storia dei 100 metri ai Giochi Olimpici vol. 1 – Le origini da Atene 1896 a Londra 1908, vol. 1, Simple, 2006, ISBN 978-88-89177-77-8.
- Gustavo Pallicca, I figli del vento: la storia dei 100 metri ai Giochi Olimpici vol. 2 – L'affermazione, vol. 2, Edizioni Riva, 2009.
- Gustavo Pallicca, I figli del vento: la storia dei 100 metri ai Giochi Olimpici vol. 3 – Guerra e rinascita, vol. 3, Edizioni Riva.
- Aldo Capanni, Gustavo Pallicca, Dal Dopolavoro agli scudetti - Storia della pallavolo in provincia di Firenze dalle origini al 1980, Provincia di Firenze, 2002.
- Paolo Allegretti, Aldo Capanni; Gustavo Pallicca, Due canestri sull'Arno - Trent'anni di storia della Florence Basket, Firenze, Nuova Editrice, 1995.
- Gustavo Pallicca, Simone Proietti, 30 anni di Golden Gala, FIDAL, 2010.